# Darkwing
Darkwing (Darkwing: Le premier vol sur la couverture française) est un roman de l'écrivain canadien Kenneth Oppel publié en 2007 en anglais. La version française traduite par Danièle Laruelle est sortie en 2009. Darkwing est le quatrième épisode de la série Silverwing, bien que l'histoire de Darkwing se déroule avant celle des livres précédents.

## Histoire
Il y a soixante-cinq millions d'années, les ancêtres des chauves-souris savaient seulement planer de branche en branche grâce à leurs « voiles » couvertes de fourrure. Le petit Dusk — fils d'Icaron, chef de la colonie — est la risée des autres jeunes : avec ses épaules sur-développées et ses membranes dépourvues de poils, il a vraiment une drôle d'allure. Or, Dusk n'a qu'un désir : voler. Il ose peu à peu s'aventurer en territoire interdit — la cime des arbres, le ciel, domaine des oiseaux —. Les représailles ne se font pas attendre.